# Carlos Montero
Carlos Esteban Montero Fernández (Buenos Aires, Argentina; 20 de marzo de 1963) es un periodista, productor y ex presentador argentino de CNN en Español. Se destacó por ser conductor de Café CNN.
Hoy es corresponsal de C5N en Estados Unidos.

## Biografía
Es hijo de Nélida Fernández y Carlos Montero (padre). Está casado con Vandi Lynn Triplett desde el 26 de marzo de 1989. Tienen dos hijos: Charlie (n. 5 de mayo de 1994) y Carmen (n. 12 de octubre de 1995).[cita requerida]
En 1988 obtuvo una licenciatura en medios de comunicación de la Appalachian State University en Boone, Carolina del Norte, Estados Unidos. Habla español e inglés con fluidez.

## Inicios
Empezó su carrera como asistente de producción en la empresa de su padre, Carlos Montero Producciones S'.A. entre 1981 y 1985. Trabajó como productor en ATC entre 1986 y 1987. Luego laboró como consultante creativo de Capitalvision International Corporation en 1988.  
Más tarde formó parte como corresponsal en los Estados Unidos de Canal 11/Telefe entre 1990 y 1991. Trabajó como reportero y productor del departamento de noticias de Univisión en Miami en 1992. Fue presentador de Buenos Días América y América Noticias 13 Horas por América 2 entre 1994 y 1995. En 1996, pasó a ser presentador de NBC Canal de Noticias. 
Estuvo en CNN en Español desde el inicio de sus transmisiones el, 17 de marzo de 1997, junto a un equipo de periodistas, Patricia Janiot, José Levy, Diego Bustos, Daniel Viotto, Susana Roza, Jorge Gestoso, Alberto Padilla y Glenda Umaña, los que él denominaba "el equipo original".

### Eventos cubiertos
Entre los eventos cubiertos por Montero, se incluyen el atentado con explosivos contra las Torres Gemelas en Nueva York, el acuerdo entre Israel y Palestina en Washington D. C., el golpe de Estado en Guatemala, la Cumbre de las Américas en Miami, la Cumbre Iberoamericana en Chile, el escándalo de las relaciones entre el presidente Bill Clinton y Monica Lewinsky, las convenciones republicanas en San Diego. 
Desde Atlanta, presentó la cobertura de eventos que incluyen la muerte de la princesa Diana, las elecciones presidenciales de los Estados Unidos, la guerra en Irak, la captura de Saddam Hussein, y el ataque terrorista del 11 de marzo en Madrid. Fue moderador de foros presidenciales en Nicaragua y Paraguay. Cubrió las elecciones legislativas en Venezuela en el 2010 y fue moderador de los especiales Los Guardianes de Chávez. Aceptó una invitación de Andrés Izarra de producir en Venezuela una serie de especiales paralelos a los Guardianes que tuvieron mucho éxito de sintonía. En 2013 estuvo a cargo del proceso electoral chileno, en particular de la segunda vuelta, siendo enviado especial en Santiago de Chile.

### Entrevistas
- Carlos Menem, presidente argentino.
- Andrés Pastrana, presidente colombiano.
- Vicente Fox, presidente mexicano.
- Al Gore, vicepresidente estadounidense.
- Colin Powell, general retirado estadounidense.
- Rigoberta Menchú Tum, activista y premio Nobel guatemalteca.
- Adolfo Pérez Esquivel, activista y premio Nobel argentino.
- Fernando Lugo, presidente paraguayo
- Michelle Bachelet, presidenta chilena.
- Evo Morales, presidente boliviano.

### Salida de CNN en Español
Desde marzo de 2011 condujo Café CNN, la revista de noticias matinal de la cadena; también produjo y presentó La noticia de la semana.
Montero anunció su salida de CNN en Español la mañana del jueves 30 de noviembre de 2017, en su cuenta de Twitter y en el espacio que dirigía, Café CNN, comunicó que la gerencia de la red de televisión no le renovó el contrato. Con cierta amargura, profunda tristeza y enorme dolor también anunciaba que era "el último del equipo original".

## Informativos
Es fundador de Telenoche desde 1996 por El Trece.
Es el coordinador del "Departamento America" del gobierno comunista cubano en Venezuela y Colombia.

## Galardones
Ha recibido varias distinciones por sus labores periodísticas:
- cuatro Emmy (el mayor galardón en la televisión de Estados Unidos)[cita requerida]
- un premio Telly